# Mnyamawamtuka moyowamkia
Mnyamawamtuka moyowamkia — вид ящеротазових динозаврів з групи титанозаврів (Titanosauria), що існував у крейдовому періоді (110-100 млн років тому).

## Історія відкриття
Рештки динозавра знайдені у 2004 році у відкладеннях формації Галула у басейні річки Мтука неподалік озера Руква в Танзанії. Було вивлено окремі фрагменти скелета без черепа. Зокрема, знайдено нервову дугу переднього шийного хребця, оосередки чотирьох шийних хребців, сім задніх хребців, сім нервових дуг і сім центрів хвостових хребців, чотири шеврона, численні шматочки ребер, права лопатка, права грудина, обидві плечові кістки, ліва ліктьова кістка, правий перший метакарпал, ліва третина метаскарпа, ліва сіднична кістка, права лонна кістка, обидві стегнові кістки, обидві великі гомілкові кістки, ліва мала гомілкова кістка, ліва плюсна, дві фаланги пальців ноги і один кіготь. Незважаючи на відсутність черепа, це один з найповніших відомих скелетів ранніх титанозаврів.
На основі решток у 2019 році описано нові рід та вид динозаврів Mnyamawamtuka moyowamkia. Родова назва Mnyamawamtuka мовою суахілі означає «звір з Мтуки». Назва виду moyowamkia з суахілі перекладається як «серце у хвості», що є посиланням на серцеподібний поперечний переріз задньої грані середнього хвостового хребця.

## Опис
Згідно з оцінками, голотипний зразок сягав 7,6 м завдожки та важив близько 1,5 т.